# Turmhof (Plittersdorf)

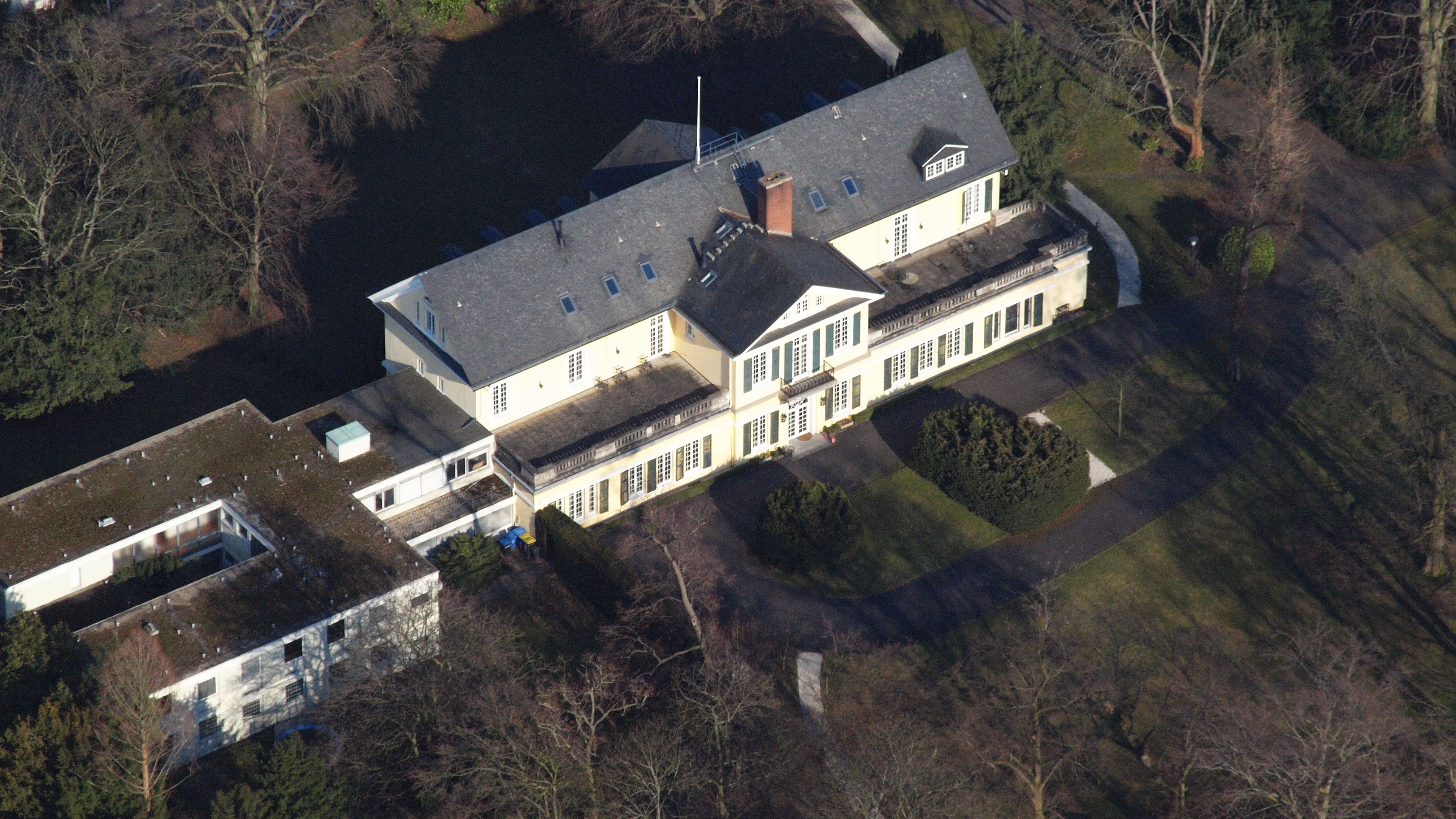
Rückfront des Turmhofs, Luftaufnahme aus nordwestlicher Richtung (2013)

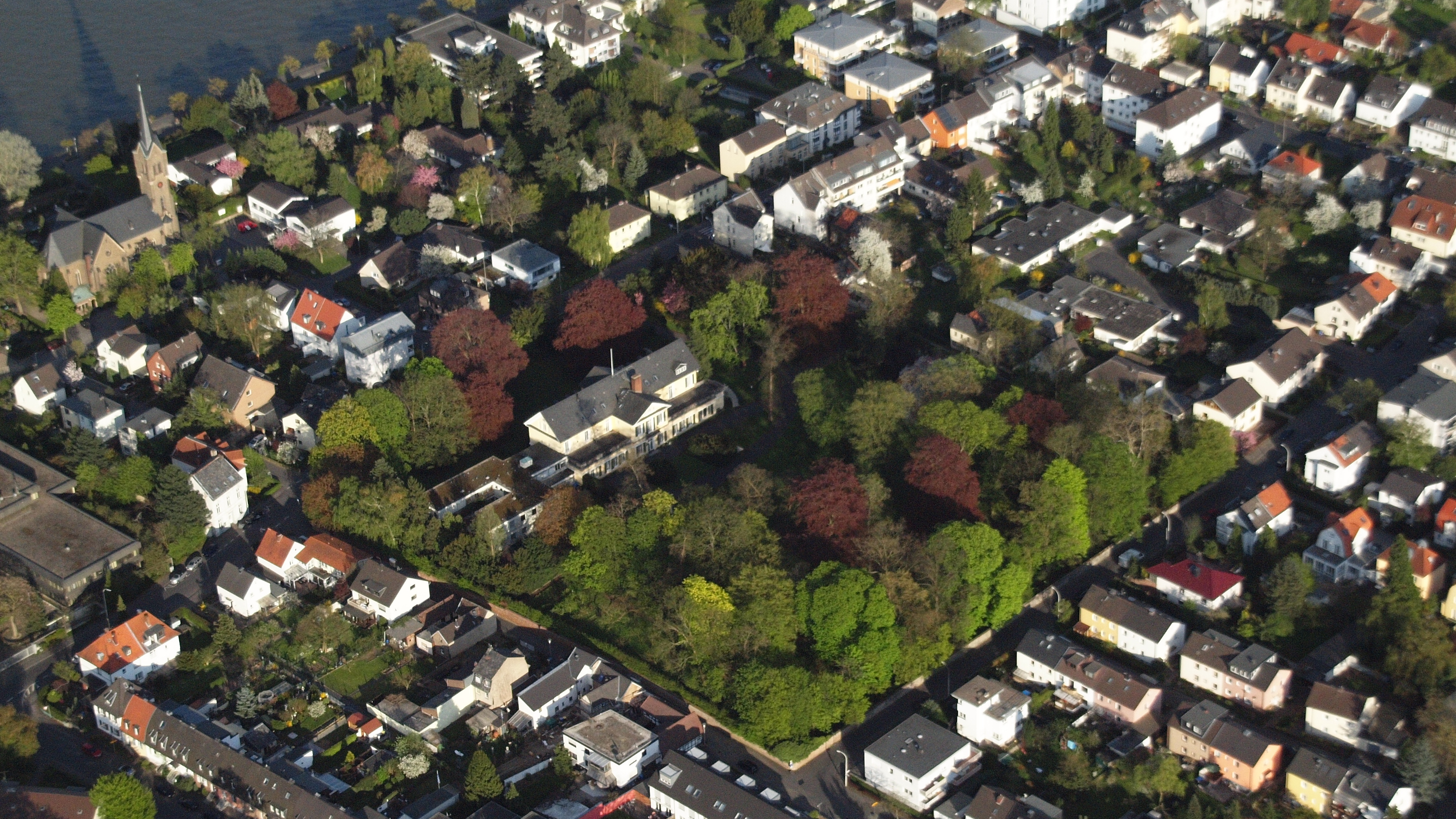
Turmhof, Gesamtansicht mit Park

Der Turmhof ist eine Villa in Plittersdorf, einem Ortsteil des Bonner Stadtbezirks Bad Godesberg, die auf einen kurkölnischen Rittersitz zurückgeht und um 1840 neu errichtet wurde. Sie liegt an der Turmstraße (Hausnummern 29–31) inmitten einer umfangreichen Parkanlage. Die Villa steht als Baudenkmal unter Denkmalschutz und war von 1952 bis 2001 Sitz der Apostolischen Nuntiatur, der diplomatischen Vertretung des Heiligen Stuhls in der Bundesrepublik Deutschland.

## Geschichte
Der Turmhof lässt sich erstmals für das Jahr 1569 nachweisen, als ein Bild des Hofs mit den zwei namensgebenden Ecktürmchen erschien. Spätestens seit Ende des 16. Jahrhunderts befand er sich im Eigentum der Junker von Metternich. Er war damals der Kommende Muffendorf abgabepflichtig, aber zur Hälfte steuerbefreit. Bis 1652 ging das Gut in den Besitz des Junkers Stambst über, 1670 umfasste es 56 Morgen Ackerland und zwei Morgen Weingärten. 1690 wird der Turmhof als landtagsfähiger kurkölnischer Rittersitz genannt. Kurz darauf erwarb der kurkölnische Kanzler und Staatsminister Karg von Bebenburg das Anwesen. Nach der Konfiszierung seiner Güter übernahm seine Schwester den Turmhof, durch Heirat fiel er an Johann Friedrich Deckler (ab 1732 Freiherr von Cler genannt). Im Verlaufe des 18. Jahrhunderts entstand auf den Fundamenten des alten ein steinerner Neubau, wobei die beiden Türme wegfielen.
Mit der Inbesitznahme des Linken Rheinufers durch französische Revolutionstruppen 1794 verlor der Turmhof seinen Status als kurkölnischer Rittersitz. Anschließend wurde er von der Familie de Cleer an den späteren Friedensrichter Meter verkauft. Unter dem ihm nachfolgenden Besitzer Bruckner kam der Turmhof ab 1838 zur Versteigerung. Der erste Versteigerungstermin konnte nicht durchgeführt werden, weil der Turmhof in der Nacht vom 8. auf den 9. Februar 1838 bis auf die Mauern abbrannte. Nach dem erfolgten Wiederaufbau leitete man 1840 eine neue Versteigerung ein, die jedoch ohne Erfolg verlief. 1842 konnte der Turmhof schließlich verkauft werden und wurde später von der Familie Farina als Sommersitz genutzt. 1885 ließ der damalige Besitzer Bürgers einen Windfang anfügen und den Küchen- und Spindtrakt unterkellern, 1899 wurde unter dem Hausherrn Hermann Dernen die Rückfront zur Schaffung zusätzlicher Räume umgebaut und dabei der Mittelrisalit als Speisezimmer vertieft (Entwurf: Gottfried Wehling).
1919 erfolgte unter Abriss bisheriger Vorbauten eine rückwärtige, eingeschossige Erweiterung des Gebäudes sowie ein Umbau der Straßenfront nach Plänen des Kölner Architekten Theodor Merrill. Aus einer Baubeschreibung des Jahres 1926 geht eine luxuriöse (darunter Bodenbeläge, Decken und Wände) und moderne (Luft- und Warmwasserheizung, elektrischer Strom) Ausstattung des Anwesens hervor. Zu ihm gehörte auch eine außerhalb gelegene Kegelbahn. 1926 erwarb der Godesberger Architekt Willy Maß zum Turmhof gehörende Grundstücke außerhalb des umfriedeten Parks für den Bau einer Siedlung, 1928 schließlich den Turmhof selber. Nach einem neuerlichen Besitzerwechsel war in der Villa 1935 eine Reichsführerinnenschule des BDM eingerichtet worden. Zu diesem Zeitpunkt gehörte zu dem Anwesen ein Grundstück von 16.024 m², das außerdem ein Wirtschaftsgebäude, ein Weinhaus, ein Palmenhaus und eine Gartenlaube in Anlehnung an eine Osteria umfasste.
Nach dem Zweiten Weltkrieg fiel das Gebäude in den Besitz des Landes Nordrhein-Westfalen. 1951 erwarb der Heilige Stuhl, Völkerrechtssubjekt des Papstes, den Turmhof und richtete hier seine Apostolische Nuntiatur in der Bundesrepublik Deutschland ein. Der juristische Sitz der Nuntiatur wurde am 12. März 1951 von Eichstätt nach Bad Godesberg verlegt. Die Nuntiatur ließ an der Nordseite der Villa einen Anbau errichten. Der Apostolische Nuntius nahm in der Regel die Funktion des Doyens innerhalb des diplomatischen Corps in Bonn ein. Im Zuge der Verlegung des Regierungssitzes zog die Apostolische Nuntiatur 2001 nach Berlin um, der Umzug begann mit dem Abbau des Wappens des Heiligen Stuhls am 29. März und war bis zur Einweihung des neuen Sitzes in Berlin am 29. Juni abgeschlossen (→ Apostolische Nuntiatur in Berlin). Der nun leerstehende Turmhof mit einer Nutzfläche von 2.300 m² und einer Grundstücksfläche von 24.000 m² konnte 2004 in Privatbesitz verkauft werden und wurde anschließend unter Denkmalschutz gestellt. Die Villa gehört zu den wenigen erhaltenen in Bonn aus der ersten Hälfte des 19. Jahrhunderts.

## Architektur

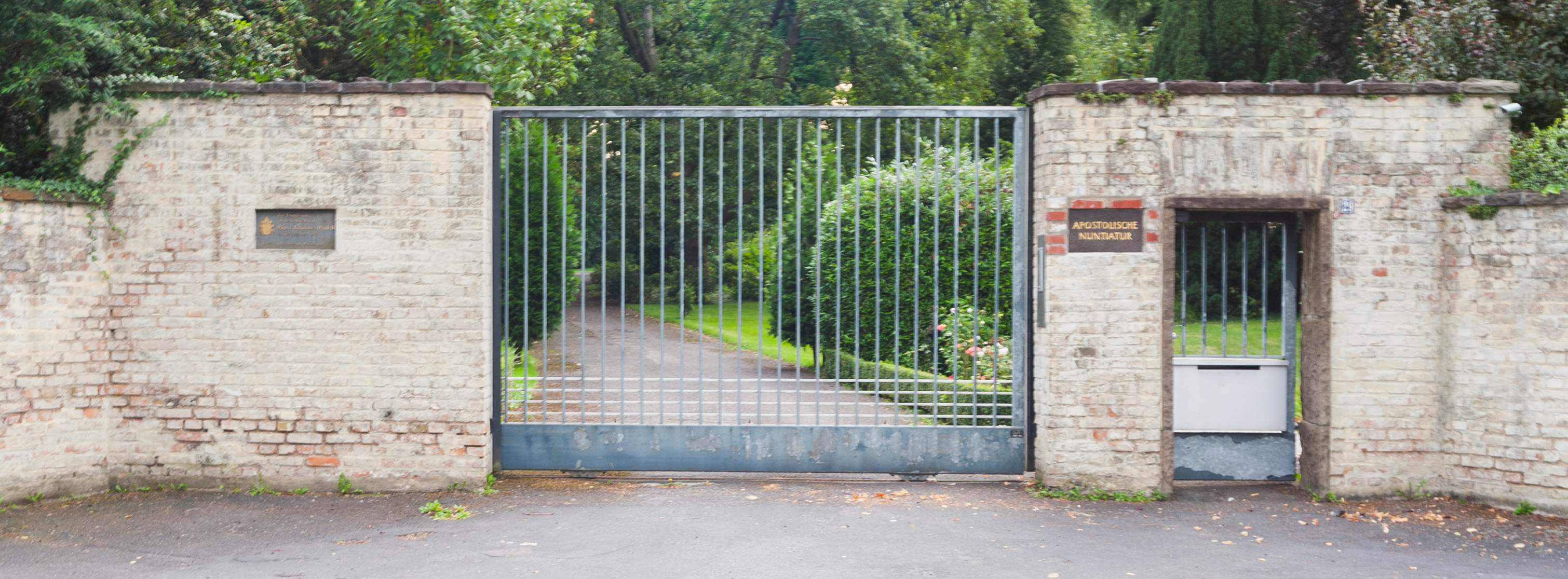
Eingangstor des Turmhofs

Die Villa ist zweigeschossig über niedrigem Sockel errichtet, umfasst dreizehn Fensterachsen und wird nach oben hin von einem schiefergedeckten Satteldach abgeschlossen, das die Form eines gleichseitigen Dreiecks bildet. Sie lässt sich stilistisch dem Klassizismus zurechnen und zeichnet sich durch eine für die Bauzeit untypische Breite bei geringer Tiefe aus, die auf den Vorgängerbau zurückzuführen ist.
Die Straßenfront ist durch minimale Vorsprünge in fünf Kompartimente gegliedert. Die drei mittleren Achsen bilden dabei einen Mittelrisalit, der durch einen Portikus mit darüberliegendem Balkon sowie durch ein zusätzliches Geschoss samt Dreiecksgiebel, geschmückt durch ein halbrundes Fenster, betont wird. Der Portikus umfasst vier dorische Säulen aus Naturstein mit Entasis, die ohne Basen auf einer vier Stufen hohen Terrasse stehen, und geht vermutlich auf den Umbau von 1919 zurück, als er einen kleineren Vorbau ersetzte. An der Rückfront ist der 1899 ausgebildete Mittelrisalit als „Gartenportal“ etwa 6 m in der Tiefe eines eigenständigen Traktes vorkragend, dem sich seit der Erweiterung von 1919 beidseitig in derselben Tiefe ein Erdgeschoss mit balustergefassten Dachterrassen anschließt. Das Tympanon des Dreiecksgiebels ist hier mit einem Venezianischen Fenster ausgestattet.
Während die südliche Giebelfront – mit zwei, im Giebelfeld runden Fenstern je Geschoss und geprägt von einem durch die Dachform vorgegebenen, gerahmten Dreiecksgiebel – sichtbar ist, wird die nördliche durch den für die Apostolische Nuntiatur entstandenen Büroanbau überwiegend verdeckt. Die horizontale Achse der Villa erfährt eine besondere Betonung durch ein Gurtgesims zwischen den Geschossen und ein deutlich vorkragendes Dachgesims.

„Es zeigt sich, daß die im Ursprung mehr als zweihundert Jahre alte Villa trotz einiger Gemeinsamkeiten mit einigen früheren Villen ein Individualist ist. Gemeinsam war ihnen gewiß die Ausstrahlung zurückhaltender Vornehmheit und Ruhe, die sicher auch die heute nicht mehr vorhandenen besaßen.“